# یوتا تلمبه
یوتا تلمبه یک ستاره است که در صورت فلکی تلمبه قرار دارد.